# Wasaburo
Wasaburo (ワサブロー) est un chanteur japonais francophone.

## Biographie
Né à Kyoto, passionné de chanson française, Wasaburo s'installe à Paris en 1979. Le temps d'apprendre le français, et il est très vite remarqué par les professionnels parisiens. Après un premier tour de chant au Point-Virgule, et une première tournée au Japon avec Paul Castanier, l'ancien pianiste de Léo Ferré (à Tokyo, Kyoto, Hamamatsu et Fukuoka) on le retrouve dans les années 1980 au Printemps de Bourges, au théâtre du Rond-Point, partageant parfois la scène avec Charles Trenet, Francis Lemarque ou Juliette Gréco.
Si les années 1990 sont toutes aussi riches artistiquement en termes de concerts, elles voient également la production en France de son premier disque (aidé par le journaliste Jacques Erwan qui a contribué à sa carrière) où il chante des classiques du répertoire comme des jeunes auteurs (Fabrice Aghassian, François Lozet) dont il a su s'entourer.
En 2000, il est décoré par la France du titre de Chevalier dans l'Ordre des Arts et Lettres, pour son importante contribution au rayonnement de la culture francophone. Il sort peu après son deuxième disque au Japon (38, rue Étienne Marcel) et développe sa carrière plutôt dans l'archipel où il trouve ses producteurs et une maison de disques. Mais c'est avec des musiciens français et en France qu'il produit Maladie d'amour en 2006. En 2009, il enregistre pour Any L'étranger, un album de 13 chansons où on l'entend aussi à l'aise à défendre des textes en Français que des poèmes japonais.
Sa notoriété lui a valu d'être invité en septembre 2010 à se produire sur scène au temple Yakushiji de Nara lors des cérémonies du 1300e anniversaire de la ville.

## Quelques dates
- 1980-1987 : Le Point-Virgule (Paris) / Théâtre Jean-Cocteau / Première tournée au Japon avec Paul Castanier (pianiste) / Printemps de Bourges / Théâtre du Rond-Point / Hommage a  Charles Trenet  (TF1) / Théâtre municipal de Caen
- 1988-1989 : Printemps de Bourges / Hommage à Francis Lemarque / Festival de musique international (Kurashiki, Okayama)
- 1990-1991 : Printemps de Bourges / Mélodie'90 (Bagneux) / Théâtre du Sentier des Halles (Paris) / Soirée de la Francophonie (Bataclan,Paris)
- 1992-1993 : Olympia, soirée Paul Castanier / Printemps de Bourges, soirée Juliette Gréco / Francofolies (la Rochelle, Salle Bleue)
- 1994-1999 : 6e Festival de Marne / Portrait documentaire sur FR3 : Wasaburo : une passion francophone / Théâtre de la Filature (Mulhouse) / Premier album : Wasaburo Fukuda
- 2001-2004 : Album 38 Rue Étienne Marcel / Oribe hall Roppongi (Tokyo) / Bunnka Geijutsu Kaikan (Kyoto) / Cross Tower (Tokyo) / Oriental Theater (Kobe) / Art Sphere (Tokyo)
- 2005-2008 : Festival Banlieues bleues / Album Maladies d'amour / Festival Jazz Nomade Théâtre des Bouffes du Nord (Paris) / DVD Wasaburo
- 2009-2010 : Album L'étranger (enregistré à Tokyo) / Festival des Musiques à Ouïr au Lavoir Moderne Parisien / Concerts à Nara (Yakushiji)